# Svilaj
Svilaj is een plaats in de gemeente Oprisavci in de Kroatische provincie Brod-Posavina. De plaats telt 290 inwoners (2001).